# Свети Архангел Гавриил (Битоля)
„Свети Архангел Гавриил“ (на македонска литературна норма: „Свети Архангел Гаврил“) е православна църква в Битоля, Северна Македония, част от Преспанско-Пелагонийската епархия на Македонската православна църква.
Църквата е разположена в западната част на града в махалата Довледжик. В архитектурно отношение е кръстокуполна църква вписан кръст от средновековен тип. Построена е след Първата световна война като параклис-костница за сръбски войници загинали във войната.